# Karl XII:s torg

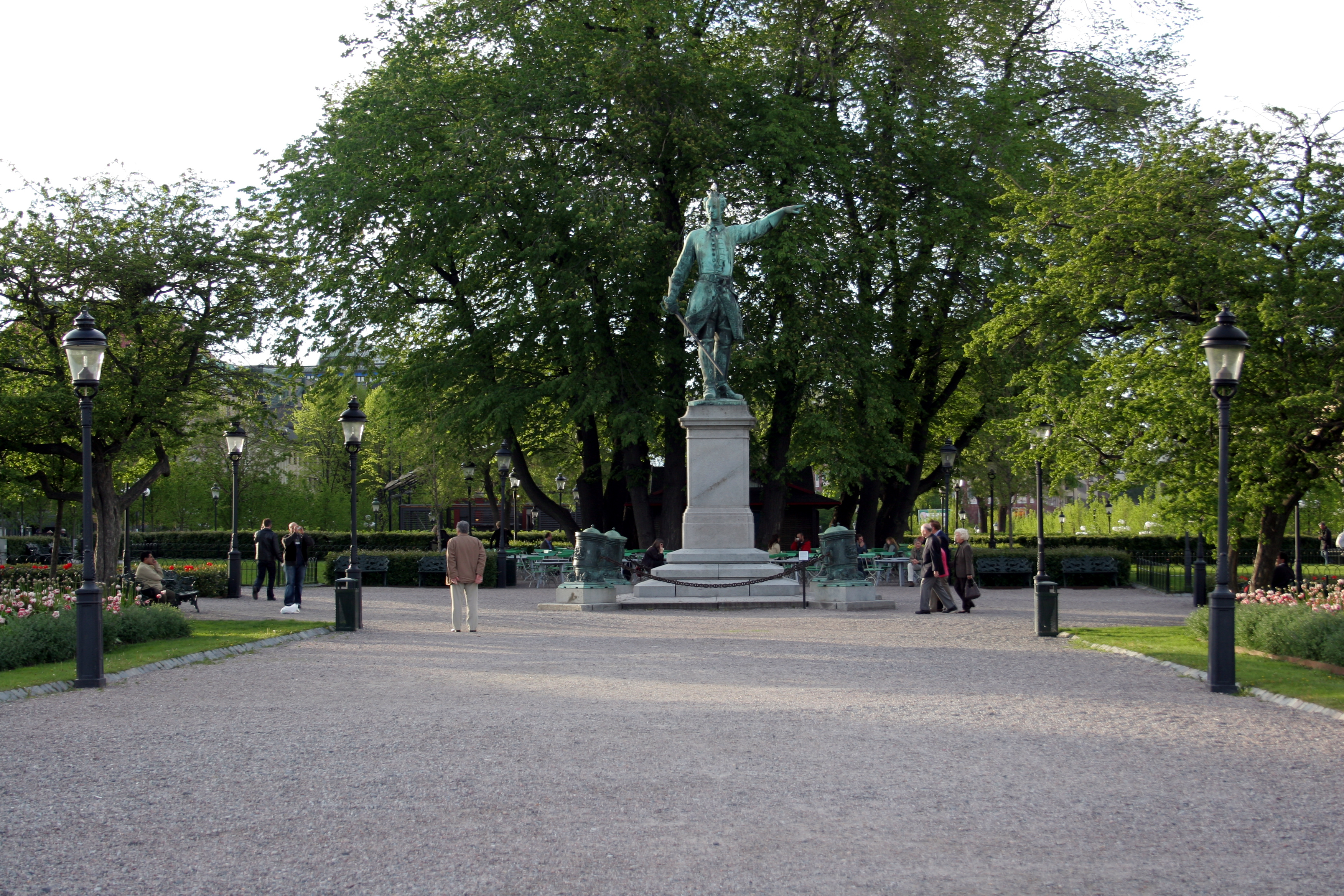
Torget med statyn av Karl XII.

Karl XII:s torg utgör den södra delen av Kungsträdgården i centrala  Stockholm. Här står Karl XII:s staty av Johan Peter Molin, som avtäcktes vid 150-årsminnet av Karl XII:s död den 30 november 1868. Han bär en värja i höger hand och med sin vänstra pekar han åt öster. På platsen för torget stod från 1630-talet till 1825 barockpalatset Makalös.

## Statyn
Verket visar den svenske kungen Karl XII. Statyn bekostades genom en folklig insamling och motivet togs fram genom en tävling, som konstnären Johan Peter Molin vann. Den är gjuten i brons av den tyska gjuterifirman Lenz-Herold från Nürnberg. Gjutningen utfördes dock på Kungliga myntet i Stockholm. I beställningen för verket stod att det skulle vara en ”fotstaty”, alltså inte kungen på häst, dessutom skulle kungen inte bära någon huvudbonad, så att hans ”ädla panna” syntes. Kungen avbildades med värjan i ena handen och den andra visande ut över bataljfältet, mot öster, en gest som ansågs hålla kungens hjälterenommé levande. Som förlaga för klädseln tjänade den uniform som Karl XII bar då han dog vid Fredrikstens fästning 1718.
Statyn står på en piedestal och ett postament av svensk granit.

### Mörsarna
Kring statyn står fyra mörsare, vilket är en typ av artilleripjäs, sammanlänkade med en kedja av järnlänkar. Mörsarna är gjutna av Andreas Herold (1623–1696) i Dresden 1678. De erövrades av Karl XII vid Erövringen av Neumünde under Stora nordiska kriget mot August den Starke, konung av Polen och kurfurste Sachsen. På varje mörsare finns en basrelief som visar Proserpinas bortrövande och namnet Pluto. Man har senare låtit ingravera följande sentens på varje pjäs;
Med Guds Hielp af K. Carl XII tagit medh festningen Neumund d. 11 december 1701

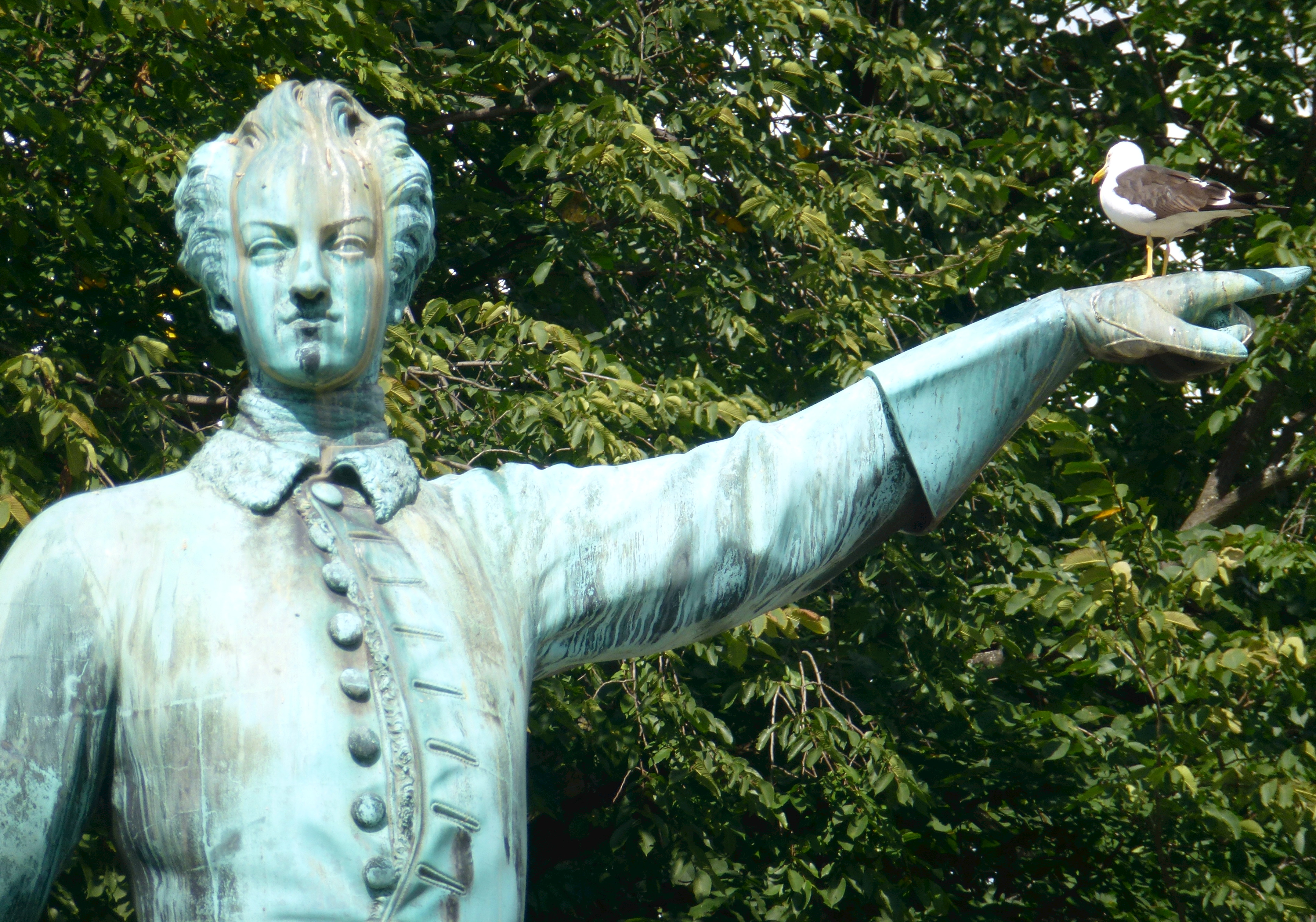
Karl XII:s staty (detalj).
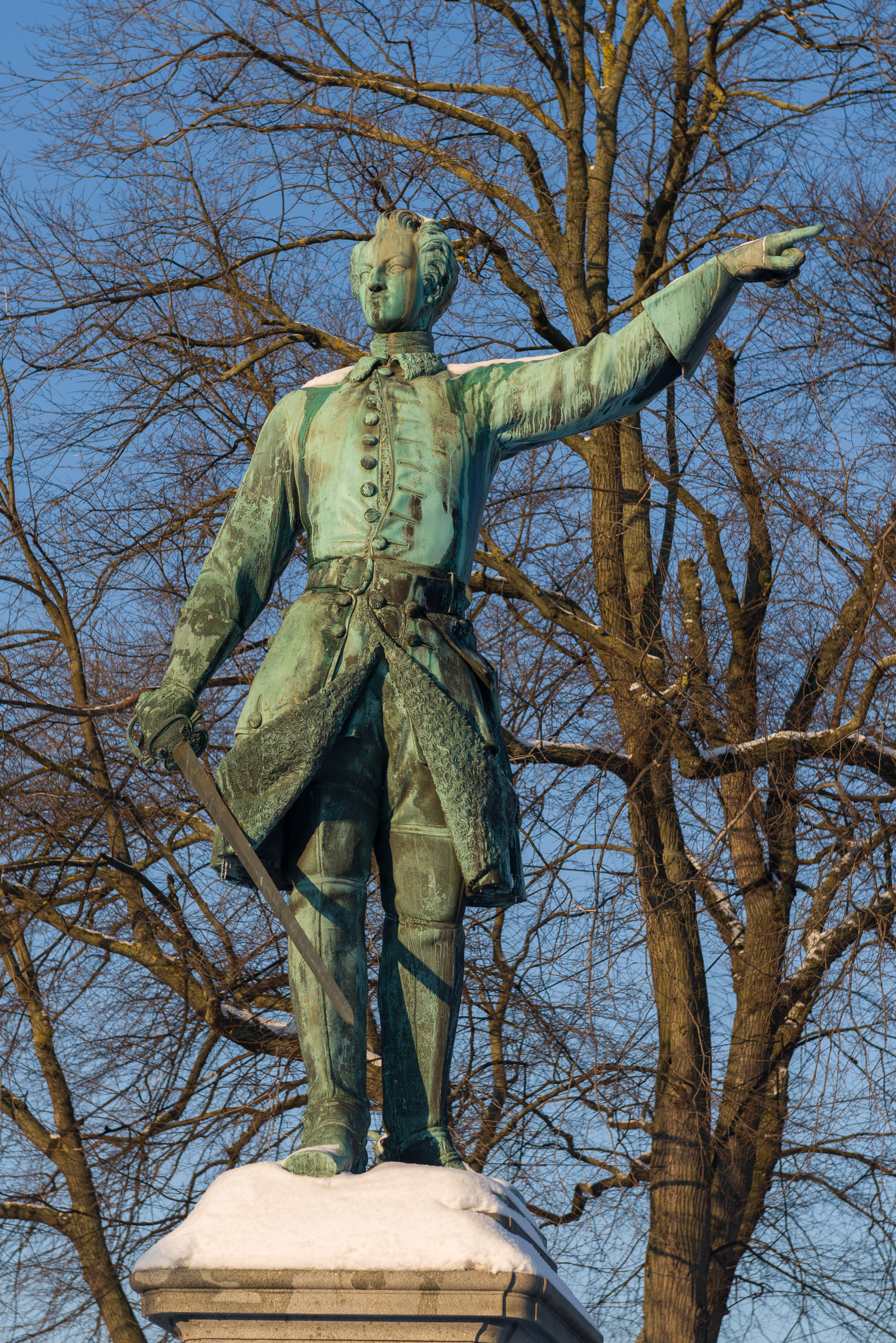
Statyn av Karl XII.
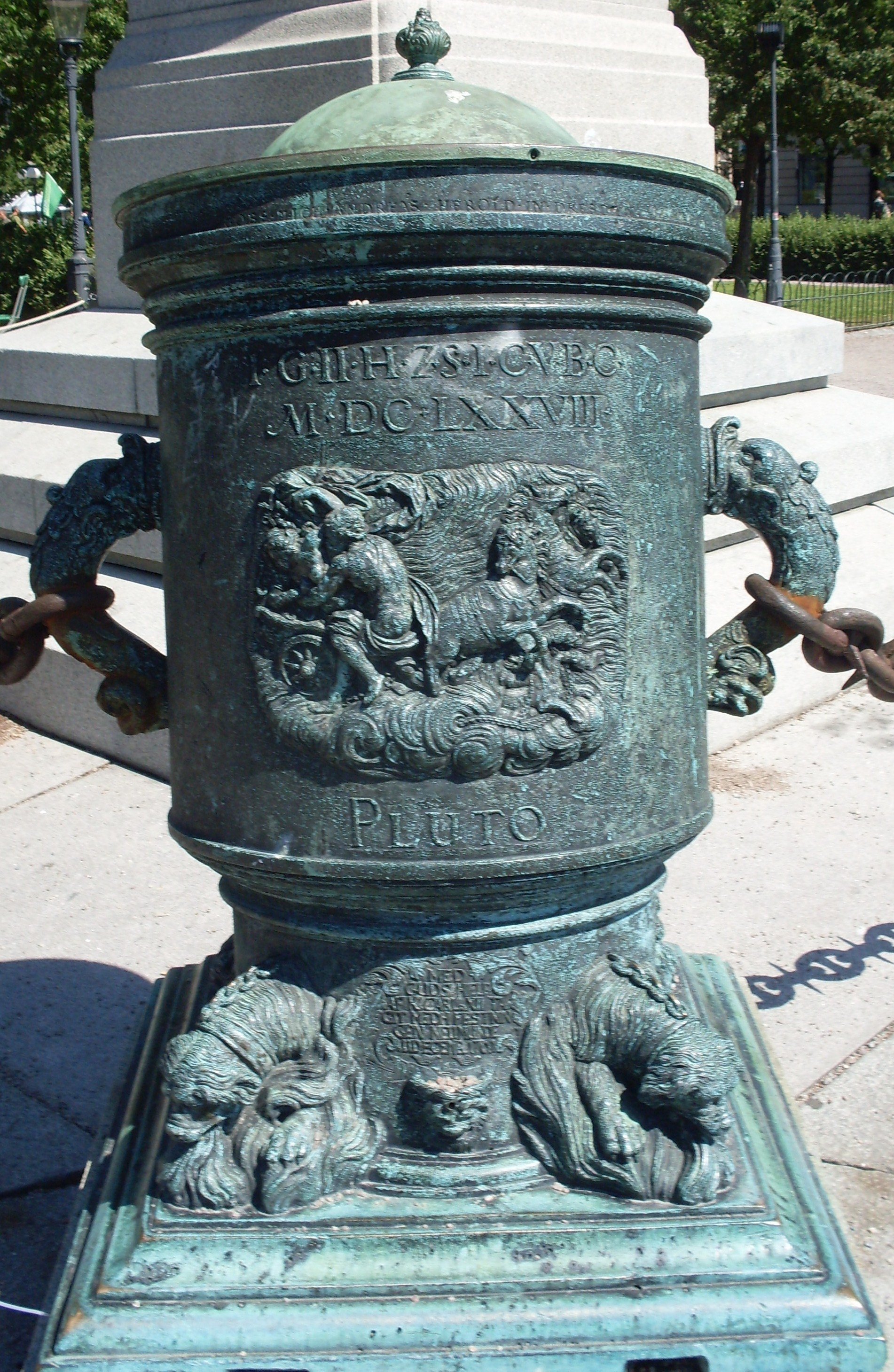
Mörsare vid Karl XII:s staty.
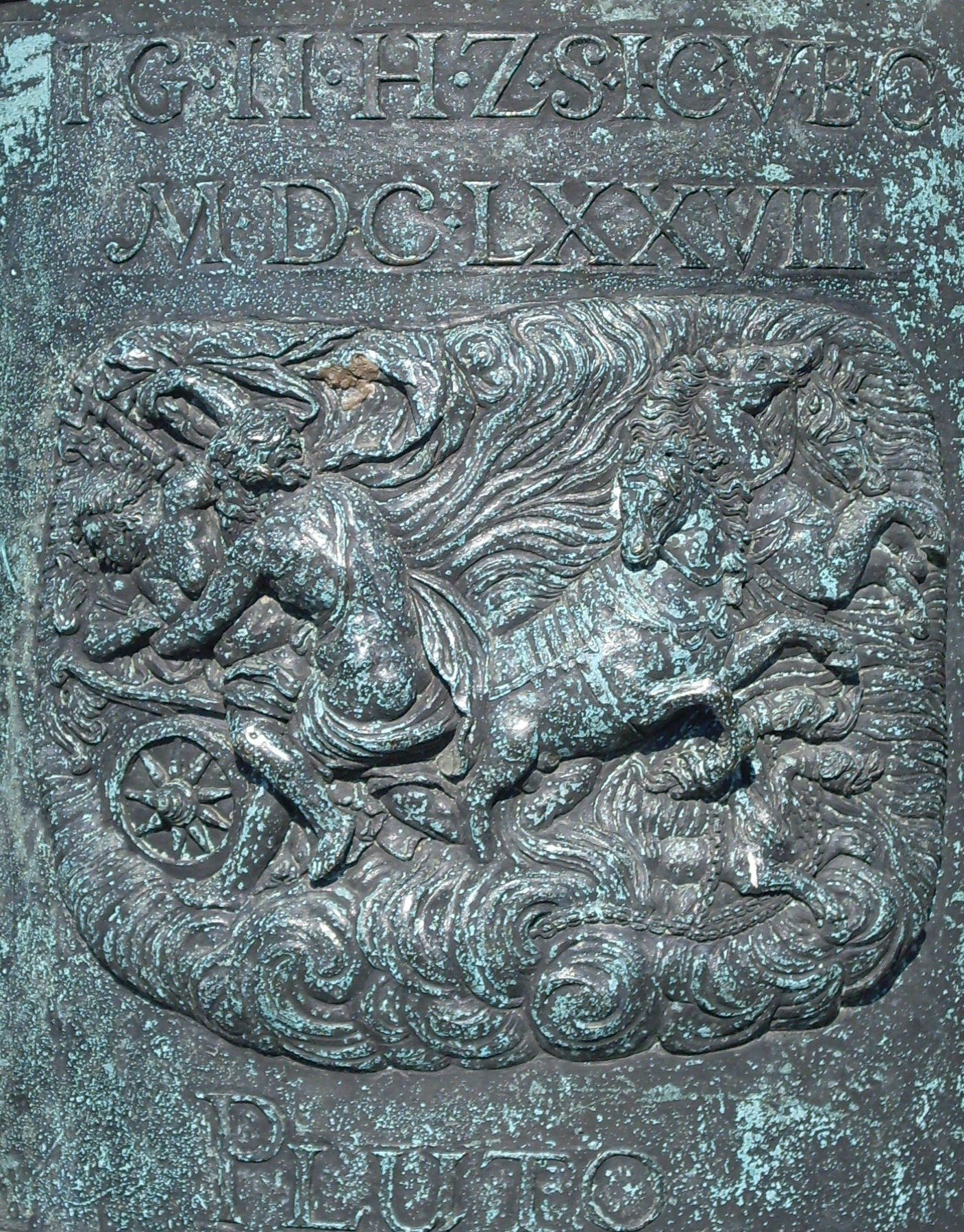
Basrelief på Mörsaren som visar Proserpinas bortförande.
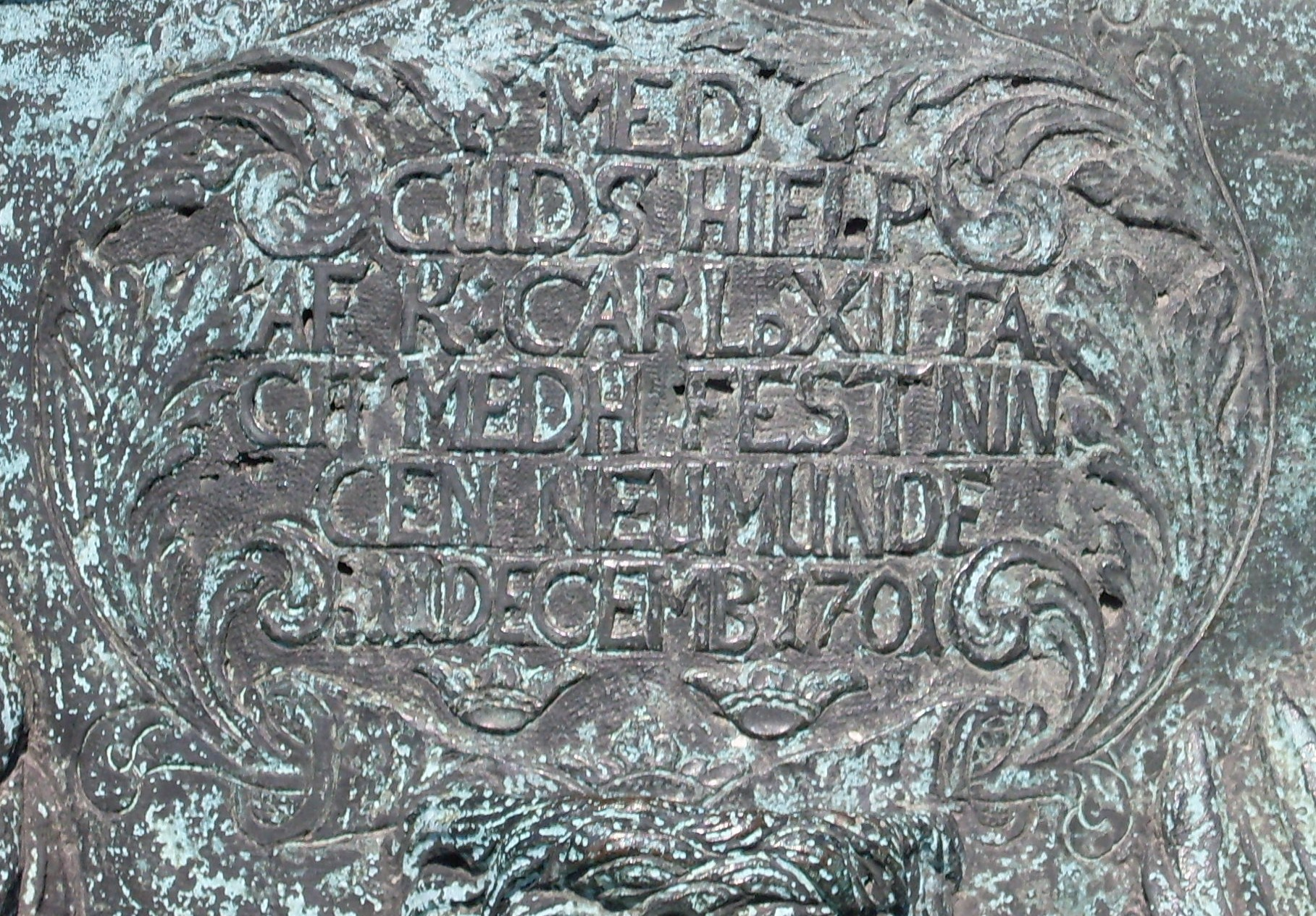
Inskriptionen på mörsaren.

## Invigningen 1868
Statyn invigdes under dramatiska former den 30 november 1868, på årsdagen av kungens dödsdag. Själva statyn hade kunnat skapas tack vare insamlade medel från allmänheten, samt på förslag från August Blanche (som dog på väg till invigningen). Myndigheterna hade dock till invigningen byggt stora läktare för Stockholms mest framstående invånare. Detta gjorde att allmänheten knappt kunde se statyn eller invigningen, vilket ledde till kravaller, där kavalleriet red kavallerichock mot folkmassan. Därefter sänktes läktarna avsevärt i höjd, dock hade myndigheterna sålt för många biljetter till invigningen varför det fortsatte att vara oroligt under hela invigningsdagen.

## Folkhumor
Längre upp i Kungsträdgården står Karl XIII:s staty omgiven av skulpterade lejon. Enligt en stockholmsskildrare i början av 1900-talet gjorde folkhumorn gällande att i ena fallet rör det sig om ett lejon omgivet av krukor, i det andra om en kruka omgiven av lejon.

## 1970-talet
Strax norr om Karl XII:s staty står 13 stora almar som skulle tas bort för att ge plats åt en ny tunnelbaneuppgång. Tusentals stockholmare protesterade och under en veckas tid ockuperades platsen med hängmattor och tältläger. Händelsen ägde rum den 11 maj 1971 och kallas allmänt Almstriden.
Senare under 1970-talet ordnande Narvaförbundet årligen ett ceremoniellt högtidlighållande av Karl XII:s dödsdag (den 30 november) vid statyn. På grund av motdemonstrationer gick man 1983 över till att lägga ner en krans vid Karl XII:s grav i Riddarholmskyrkan istället.